# Omega SA

Sammelaktie über 10 × 1000 Franken der Omega Louis Brandt & Frere SA von 1947 – ausgestellt auf die Muttergesellschaft Société Suisse pour l’Industrie Horlogère

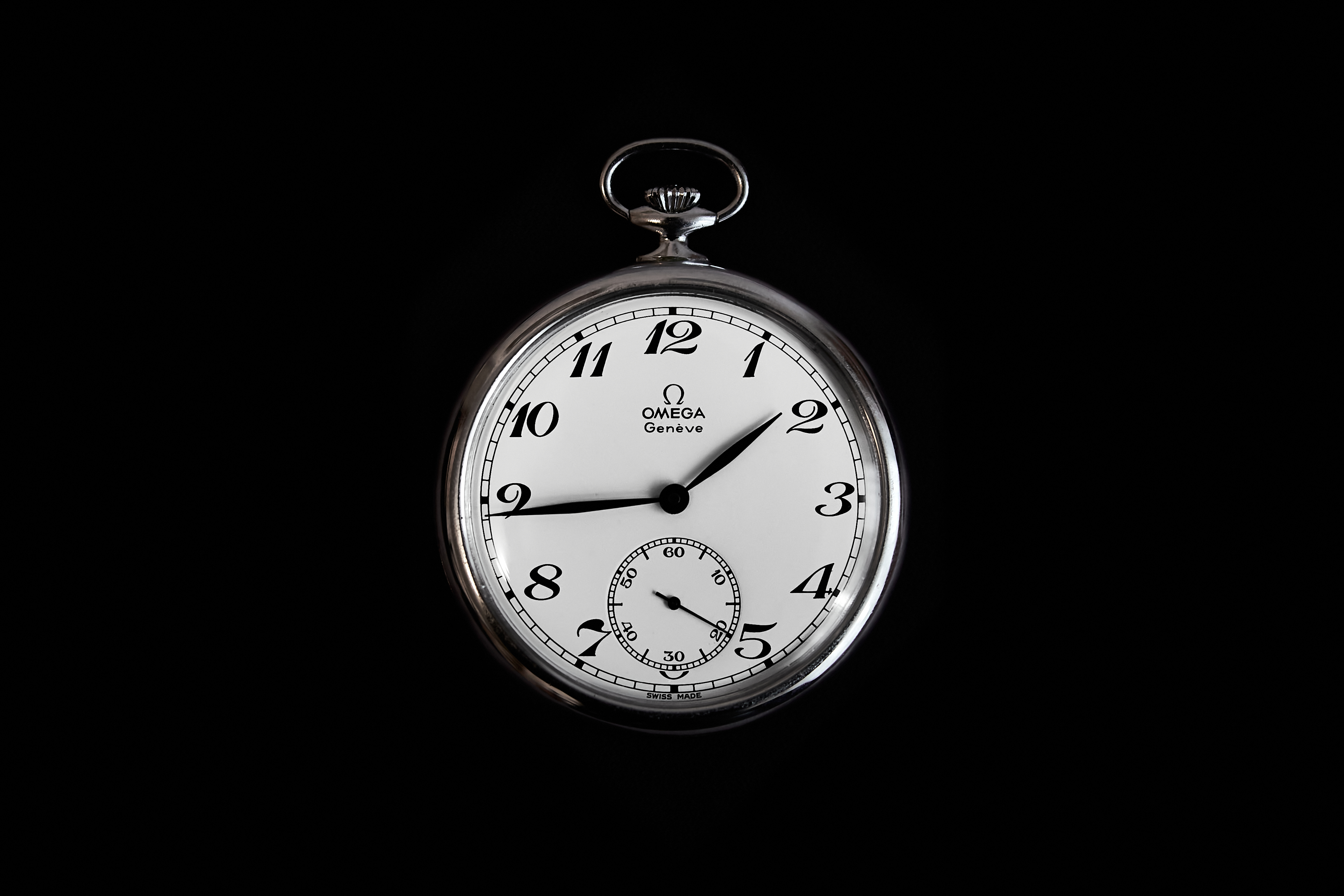
Omega Genève, Taschenuhr, Kaliber 960, 1973

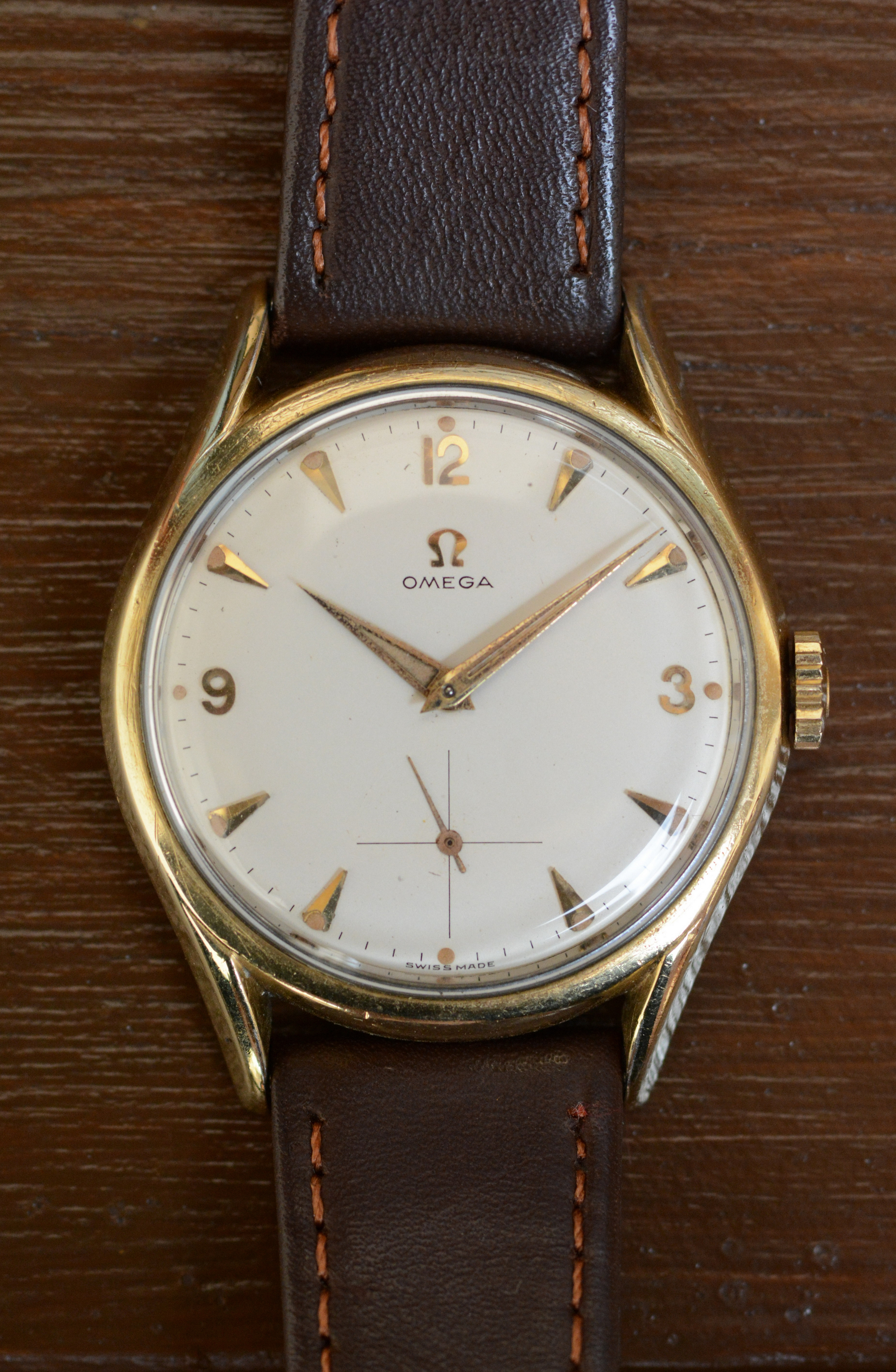
Omega Handaufzug, Kaliber 267, 1957/58

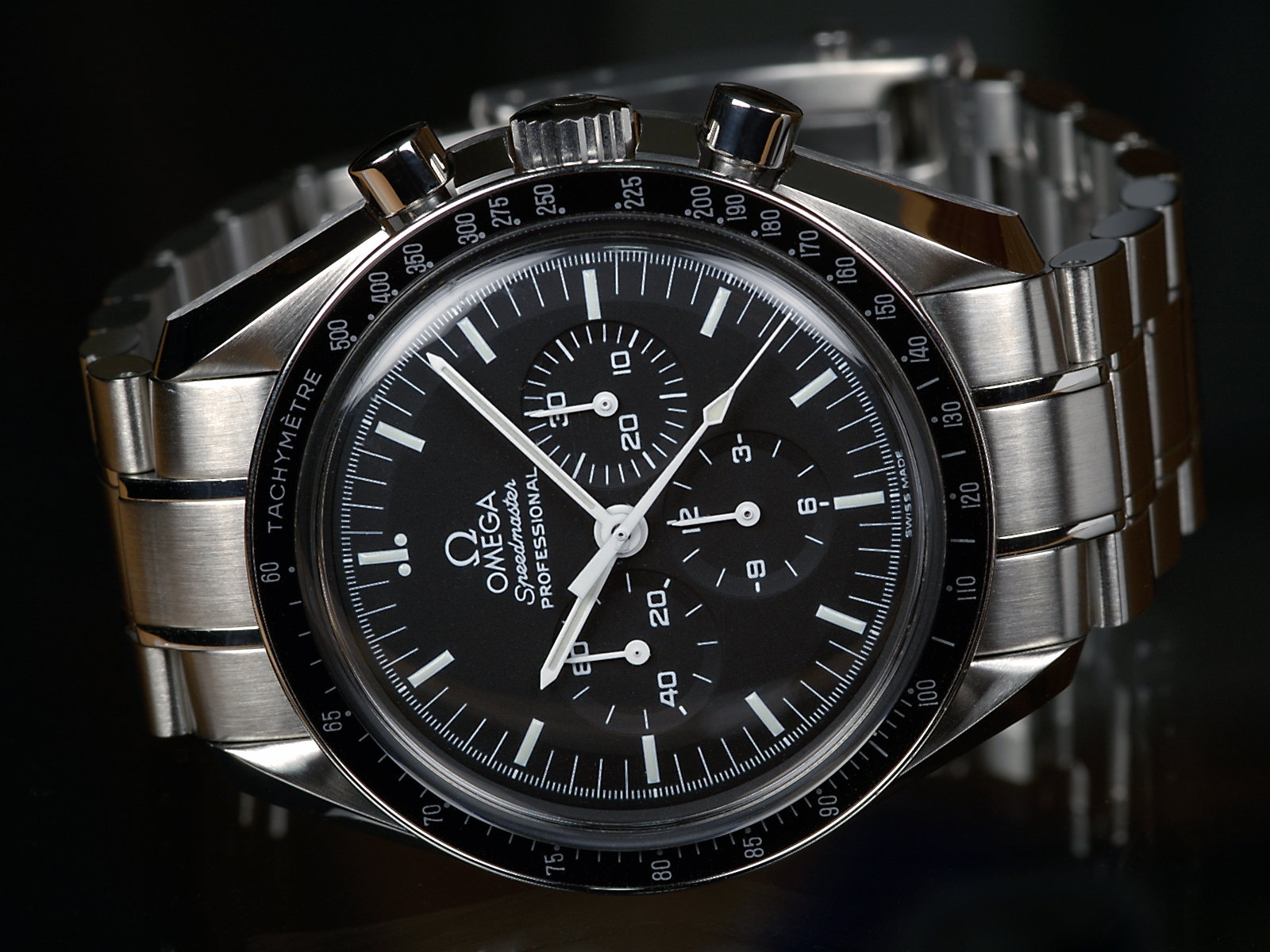
Omega Speedmaster Professional (3570.50.00)

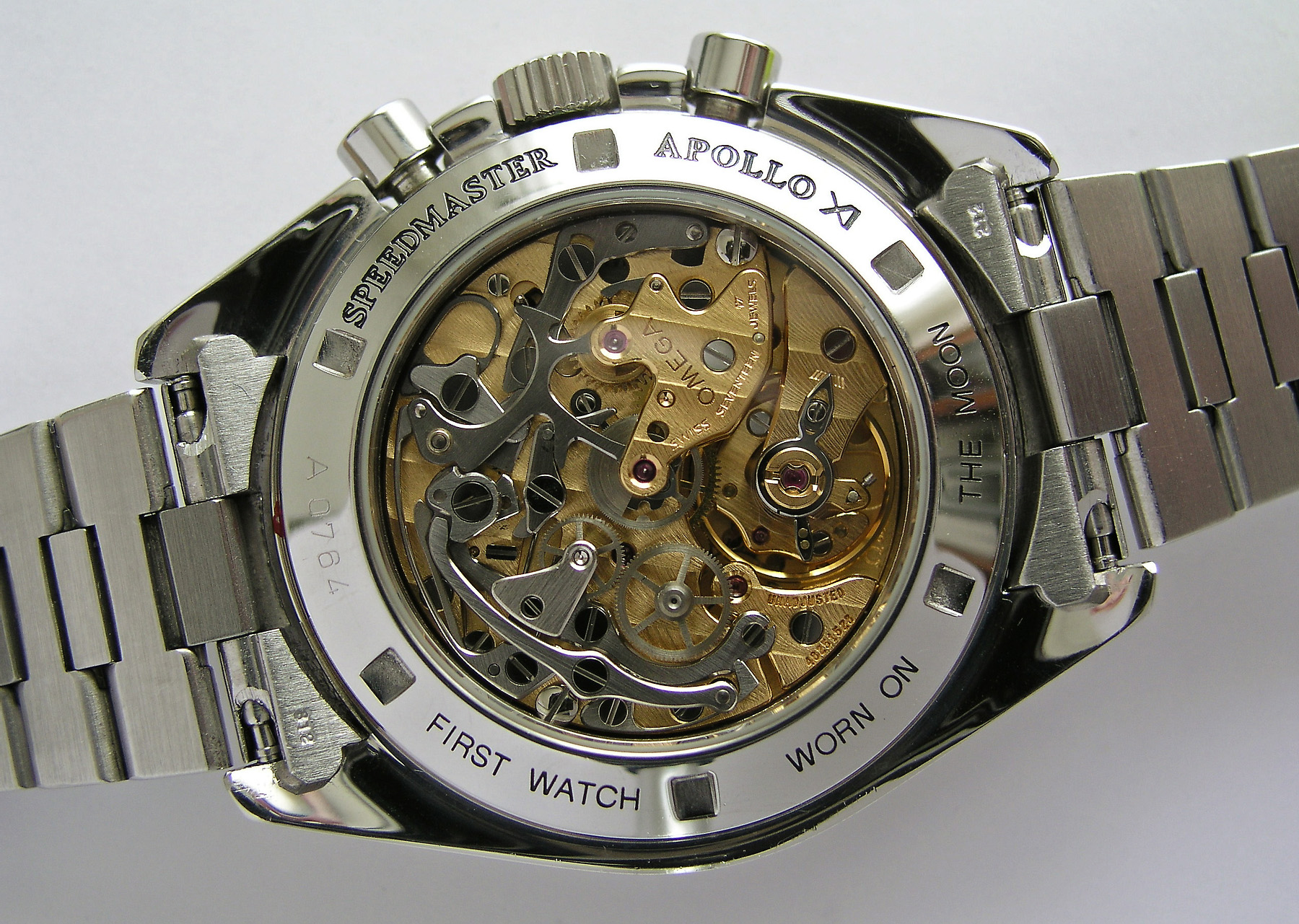
Uhrwerk der Omega Speedmaster Professional (Variante mit Glasboden)

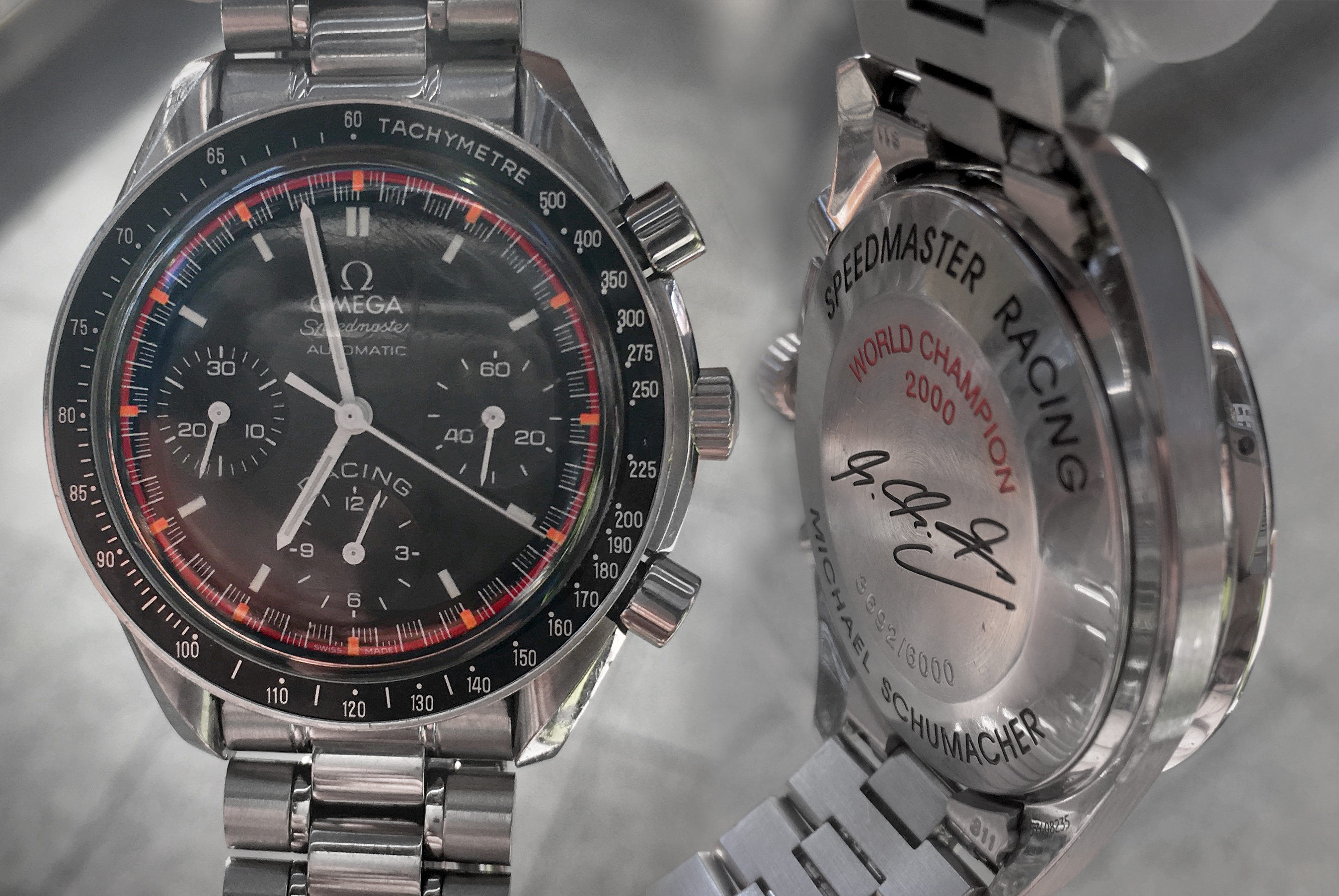
Sonderedition der Speedmaster Racing anlässlich des Gewinns der Formel-1-Weltmeisterschaft 2000 durch den damaligen Omega-Werbepartner Michael Schumacher.

Omega (Omega SA) ist ein Schweizer Uhrenhersteller, der Armbanduhren im gehobenen bis hohen Preissegment fertigt. Das Unternehmen wurde 1848 gegründet und ist heute eine Tochtergesellschaft der Swatch Group mit Sitz in Biel/Bienne.

## Geschichte
Die Geschichte des Schweizer Uhrenherstellers Omega reicht bis in das Jahr 1848 zurück. In diesem Jahr eröffnete der 23-jährige Louis Brandt (1825–1879) in La Chaux-de-Fonds (Kanton Neuenburg) einen Betrieb zur Herstellung von Uhrenteilen. Die dort gefertigten Uhren trugen zunächst den Markennamen «Louis Brandt». Nach Eintritt seiner Söhne Louis und César Brandt nannte sich die Firma Louis Brandt & Fils. Nach dem Tod des Gründers verlagerten seine Söhne die Produktion 1880 nach Biel/Bienne. Sie nahmen hier die industrielle Fertigung von Uhren aus Einzelteilen auf. Bereits 1889 beschäftigte «Louis Brandt & Frères» mehr als 500 Mitarbeiter, die 100.000 Uhren produzierten.
Im Jahre 1894 tauchte erstmals der Name Omega für ein neuentwickeltes Uhrenkaliber auf, mit dem eine im selben Jahr vorgestellte Taschenuhr benannt wurde. Die Bezeichnung Omega sollte die außergewöhnliche Qualität des neuen Uhrwerks betonen, denn Ω ist der letzte Buchstabe des griechischen Alphabets und steht metaphorisch für «Vollendung». So war diese Taschenuhr auch von besonderer Qualität und fand in den Fachkreisen jener Zeit Anerkennung.
Eines der frühen Armbanduhrmodelle von Omega aus dem Jahr 1902 hatte die Aufzugskrone auf der linken Seite. Seit 1903 schließlich, nach dem Tod der Brüder Brandt, wurden die Geschicke des Unternehmens durch deren Nachkommen gelenkt. In den Folgejahren erwarb sich S.A. Louis Brandt & Frère, Omega Watch Co. einen hervorragenden Ruf mit dem Bau von Uhren für spezielle Einsatzbereiche, etwa Sport-, Flieger- oder professionelle Taucheruhren. Der erste Katalog unter dem Namen Omega wurde 1904 mit einer Auflage von 10.000 Exemplaren herausgegeben. 1925 begann die Zusammenarbeit mit der Uhrenmanufaktur Charles Tissot & Fils in Le Locle und 1930 gründete man gemeinsam die SSIH-Gruppe (Société Suisse pour l’Industrie Horlogère), unter deren Dach 1932 die Firma Lemania hinzukam. Auch die Firmen Rayville, Lanco, Cortébert, Marc Favre, Hamilton und 1971 auch die Economic Swiss Time Holding mit den Billig-Roskopf-Uhren «Agon», «Buler», «Continental» und «Ferex» wurden unter diesem Dach versammelt. Im Dezember 1947 erfolgte die Umfirmierung in OMEGA Louis Brandt & Frère SA mit 5 Mio. Franken Aktienkapital. Heute gehört Omega zur Swatch Group.

## Marken/Produktlinien
Omega hat eine ganze Reihe von innovativen Uhren entwickelt. Die wichtigsten Modelle der Firma sind Constellation, Seamaster, Speedmaster und De Ville. In der öffentlichen Wahrnehmung hat Omega einige seiner Produkte höchst werbewirksam platzieren können. Dazu tragen auch bekannte Persönlichkeiten wie Michael Schumacher, George Clooney, Cindy Crawford oder auch Nicole Kidman bei, die als so genannte Omega Ambassadors als Botschafter respektive Werbeträger der Marke auftreten. Michael Schumacher wurden dabei sogar mehrere Sondermodelle der Speedmaster gewidmet, siehe etwa das Bild rechts.
Bei den Olympischen Sommerspielen 1932 in Los Angeles war Omega erstmals offizieller Zeitnehmer bei allen olympischen Disziplinen. Bei den Olympischen Spielen 1952 in Helsinki war Omega das erste Unternehmen überhaupt, das die elektronische Zeitmessung im Sport (mit dem Omega-Zeit-Recorder) verwendete.  Wichtige Entwicklungen in dieser Hinsicht waren das OMEGAscope, das contact pad für die Zeitnahme bei Schwimmern und die Fotofinish-Kamera Scan’O’Vision. Auch bei den Olympischen Spielen 2012 in London und 2016 in Rio war Omega offizieller Zeitnehmer.
Die Marke Omega ist ebenfalls stark mit der Raumfahrt verbunden. Eine der wohl bekanntesten Uhren überhaupt dürfte die Omega Speedmaster Professional sein: Für das Apollo-Programm initiierte die NASA ein Auswahlverfahren für die Suche nach einer geeigneten Uhr, die Entscheidung fiel auf die Speedmaster Professional mit Handaufzug, da es zu jener Zeit noch keinen Chronographen mit Automatikwerk gab. (Oft wird in diesem Zusammenhang fälschlicherweise der Mythos bedient, in der Schwerelosigkeit würde eine Uhr mit Automatikaufzug nicht funktionieren.) Die Omega Speedmaster Professional wurde bei mehreren NASA-Projekten benutzt, so auch bei der Apollo-11-Mission und war somit die erste auf dem Mond getragene Uhr. Die NASA blieb auch in letzter Zeit der Marke Omega treu: In einem neuen Vergleich, diesmal auch mit moderneren Uhren, fiel die Entscheidung abermals auf die Speedmaster Professional und deren Schwestermodell, die Speedmaster Professional X-33.
Omega ist darüber hinaus bekannt als offizieller Sponsor der James-Bond-Filme, in denen mit GoldenEye von 1995 erstmals die Taucheruhr Seamaster Professional 300 Bonds Dienstuhr darstellte. In Casino Royale aus dem Jahr 2006 trug Bond erstmals auch eine Uhr vom Typ Seamaster Planet Ocean.
Seit 2013 legt das Unternehmen einen konstruktiven Schwerpunkt auf den Schutz vor Magnetismus. Eine neue Generation von Werken (Kal. 8508 und 8400) verfügt dabei über Komponenten, die Magnetfeldern bis mindestens 15.000 Gauß unbeschadet ausgesetzt werden können und dabei nicht wie bislang üblich einen zusätzlichen Weicheisen-Innenkäfig benötigen. Somit können diese Modelle (Aqua Terra 15.000 Gauß und Seamaster 300 Master Co-Axial) mit einem Sichtglasboden gefertigt werden. In diesem Rahmen strebt Omega auch eine Verschärfung der bisherigen Prüfverfahren der Contrôle officiel suisse des chronomètres (COSC) an und gab deshalb Ende 2014 bekannt, dafür ein neues Verfahren mit dem Eidgenössischen Institut für Metrologie (METAS) einzuführen.